# Platorish
Platorish is een geslacht van spinnen uit de  familie van de Trochanteriidae.

## Soorten
- Platorish churchillae Platnick, 2002
- Platorish flavitarsis (L. Koch, 1875)
- Platorish gelorup Platnick, 2002
- Platorish jimna Platnick, 2002
- Platorish nebo Platnick, 2002